# Aragarças
Aragarças es un municipio brasileño del estado de Goiás. Su población estimada en 2004 era de 18.054 habitantes.
Las principales actividades económicas son el comercio, agricultura y el turismo. No obstante, la mayoría de la población trabaja en el municipio vecino de Barra del Garças.

## Historia
Los primeros registros de la presencia de personas no indígenas en la margen derecha del Río Araguaia a la altura del Río de las Garças datan del siglo XVII, cuando exploradores paulistas colonizaban el interior del país a la caza de indios, oro y de la posesión de territorios inclusive más adentro de lo establecido en el Tratado de Tordesilhas.
Pero, los primeros moradores efectivos de la región fueron los mineros que se aventuravam por Goiás en busca de la legendaria Sierra de los Martírios y su mitológica mina inagotable de oro.
Oficialmente, se reconoce al año 1872 como la fecha de fundación del primer núcleo poblacional urbano que vendría, más tarde, a transformarse en la ciudad de Aragarças. El poblado fue erguido por mineros oriundos de Araguaiana, villa también fundada por mineros años antes en la margen izquierda del Río Araguaia, en el Estado de Mato Grosso.